# Söderängarnas naturreservat
Söderängarnas naturreservat är ett naturreservat i Laholms kommun och Halmstads kommun i Hallands län.
Området är naturskyddat sedan 2021 och är 254 hektar (varav 86 från 1991 då inom Gårdshults naturreservat) stort. Reservatet ligger söder om Simlångsdalen och består av ett öppet myrlandskap  med skogklädda moränöar.